# Vaya
Vaya è il quarto EP del gruppo statunitense degli At the Drive-In, pubblicato nel 1999 dalla Fearless Records. Il pezzo 198d parla della nonna del batterista Tony Hajjar, ritrovata in una fossa comune, e il titolo del pezzo è l'iscrizione trovata sulla fossa.

## Tracce
1. Rascuache – 3:21
2. Proxima Centauri – 2:46
3. Ursa Minor – 3:22
4. Heliotrope – 3:12
5. Metronome Arthritis – 4:00
6. 300 MHz – 3:03
7. 198d – 4:04

## Formazione
- Cedric Bixler Zavala - voce
- Jim Ward - chitarra, voce
- Omar Rodríguez-López - chitarra
- Paul Hinojos - basso
- Tony Hajjar - batteria